# 桑基安加國家自然公園
桑基安加國家自然公園（西班牙語：Parque nacional natural Sanquianga），是哥倫比亞的國家公園，位於該國西南部納里尼奧省，成立於1977年，面積800平方公里，該地區有大片紅樹林。